# Private Peat
Private Peat è un film muto del 1918 diretto da Edward José.
Il soggetto del film è basato su Private Peat, il libro autobiografico di Harold R. Peat, un soldato canadese di origine giamaicana che aveva partecipato alla guerra. Il libro, pubblicato nel 1917, raccontava le sue avventure di guerra e, tra il 1918 e il 1919, entrò nella lista dei bestseller stilata dal New York Times.

## Trama
Al tempo della prima guerra mondiale, Harold R. Peat vorrebbe arruolarsi nell'esercito per andare a combattere. Ma, all'ufficio reclutamento, viene scartato. Depresso, è aiutato da Old Bill, un suo vecchio amico, che ha inventato un modo grazie al quale ambedue vengono accettati dall'ufficiale reclutatore. Dopo un periodo di addestramento, partono per la Francia. Haroldd saluta la fidanzata Mary e si imbarca.
I due si trovano a combattere al fronte. Old Bill verrà ucciso, Harold - tentando di salvare un carico di munizioni - viene ferito. Mary lo raggiunge in Francia per riportare il suo eroe in patria.

## Produzione
Il film fu prodotto dalla Famous Players-Lasky Corporation.

## Distribuzione
Distribuito dalla Famous Players-Lasky Corporation  (A Paramount-Artcraft Special), uscì nelle sale cinematografiche USA il 13 ottobre 1918.